# Jacques Martin (Theologe)
Jacques François Martin (* 12. August 1794 in Cartigny; † 10. März 1874 in Genf) war ein Schweizer evangelischer Geistlicher.

## Leben

### Familie
Jacques Martin war der Sohn von Jacques-François Martin, der aus Saint-Jean-du-Gard in der Provinz Languedoc stammte und 1794 in Genf eingebürgert wurde und dessen Ehefrau Françoise (geb. Chappuis).
Er heiratete 1820 Jeanne-Elisabeth, Tochter von David-Louis Henry.

### Werdegang
Jacques Martin besuchte nach Beendigung der Schule die französische Offiziersschule Saint-Cyr und schloss sich als Offizier der Grande Armée von Napoleon Bonaparte an.
Von 1813 bis 1815 nahm er unter anderem vom 16. bis 19. Oktober 1813 an der Schlacht von Leipzig sowie an der Schlacht bei Waterloo am 15. Juni 1815 teil.
Er studierte in der Zeit von 1818 bis 1822 Theologie an der Académie de Genève und wurde 1822 ordiniert.
Von 1823 bis 1825 war er Leiter der Lancasterschule in Genf und war darauf von 1825 bis 1831 Pfarrer in Genf sowie von 1831 bis 1840 Pfarrer in Chêne-Bougeries und darauf erneut von 1844 bis 1856 Pfarrer in Genf; in dieser Zeit war er von 1832 bis 1844 Schulinspektor der Grundschulen.
Nach seiner Pensionierung folgte ihm Hugues Oltramare in das Amt des Pfarrers in Genf.

### Geistliches und berufliches Wirken
Von 1842 bis 1843 war Jacques Martin Präsident des Konsistoriums in Genf und zugleich Moderator in der Compagnie des pasteurs. Er veröffentlichte unter anderem 1827 seine Schrift Manuel pour les écoles d'enseignement mutuel und war Verfasser zahlreicher theologischer Schriften, Predigten und Vorträge.

## Trivia
Das Porträt von Jacques Martin ist im Saal Bonivard der Bibliothek von Genf ausgestellt.

## Ehrungen und Auszeichnungen
- Zu Ehren von Jacques Martin wurde in Genf die Avenue Jacques-Martin nach ihm benannt.[2]

## Mitgliedschaften
Jacques Martin war Mitglied der 1818 gegründeten Genfer Lesegesellschaft Société de Lecture, die auf Initiative von Augustin-Pyrame de Candolle, Marc-Auguste Pictet und Henri Boissier (1762–1845) gegründet worden war.

## Schriften (Auswahl)
- Manuel pour les écoles d'enseignement mutuel. Genève: Barbezat et Delarue, 1827.
- Passages à apprendre par coeur, choisis pour ses cathécumènes. Genéve, 1847.
- Voyage d'un ex-officier: fragments d'une correspondance familière. Paris: J. Cherbuliez; Genève Même maison, 1850.
- De la souffrance. Genève: Comité des publications religieuses, 1860.
- Souvenirs d'un ex-officier. Paris Cherbuliez, 1867.